# Coccidula litophiloides
Coccidula litophiloides – gatunek chrząszcza z rodziny biedronkowatych. Występuje na Zakaukaziu i w Iranie.

## Taksonomia
Gatunek ten opisany został po raz pierwszy w 1890 roku przez Edmunda Reittera. Jako miejsce typowe wskazano Ordubad na terenie Nachiczewańskiej Republiki Autonomicznej. Epitet gatunkowy litophiloides nawiązuje do podobieństwa tego chrząszcza do rodzaju Lithophilus, przy czym nazwa ta jest obecnie synonimem Tetrabrachys.

## Morfologia
Chrząszcz o spłaszczonym, silnie wydłużonym, lekko w tyle rozszerzonym ciele długości od 3 do 3,5 mm. Ubarwienie wierzchu i spodu ciała jest jednolite, żółte do ceglastego. Głowa ma duże oczy złożone i długie czułki zbudowane z jedenastu członów, z których trzy ostatnie formują luźno zestawioną buławkę. Poprzeczne przedplecze ma szeroko zaokrąglone brzegi boczne i wyraźnie spiczaste kąty tylne wynoszące znacznie poniżej 90°. Punkty szczecinkowe (chetopory) głowy i przedplecza są małe i bezładnie rozmieszczone. Tarczka jest pięciokątna, gęsto pokryta punktami szczecinkowymi. Pokrywy są pozbawione guzów barkowych i mają widoczne od góry na całej długości krawędzie boczne. Powierzchnię pokryw rzeźbią dwa rodzaje punktów szczecinkowych – małe i bezładnie rozmieszczone oraz większe i miejscami ustawione w szeregi. Nie występują skrzydła tylnej pary, co jest cechą wyjątkową na tle rodzaju. Przedpiersie ma przednią krawędź w całości obrzeżoną. Zapiersie ma linie udowe łączące się na wyrostku międzybiodrowym. Odwłok ma na pierwszym spośród widocznych sternitów (wentrycie) pełne, zaokrąglone, sięgające ku tyłowi do niespełna połowy jego długości linie udowe. Aparat kopulacyjny samca ma krótki tegmen z pięciokątnym i spiczasto zwieńczonym płatem środkowym, prawie dwukrotnie dłuższe od niego, eliptyczne w zarysie paramery oraz spiczasto zakończone prącie. Genitalia samicy cechują się przewodem nasiennym czterokrotnie krótszym od robakowatej, poszerzonej u szczytu spermateki.

## Rozprzestrzenienie
Gatunek palearktyczny, znany z Armenii, Azerbejdżanu i Iranu.